# Programa Cujo Nome Estamos Legalmente Impedidos de Dizer
Programa Cujo Nome Estamos Legalmente Impedidos de Dizer, anteriormente conhecido como Governo Sombra, é um programa português de rádio e televisão de debate sobre a actualidade em registo predominantemente humorístico ou satírico. Moderado por Carlos Vaz Marques, conta com a participação de João Miguel Tavares, Pedro Mexia e Ricardo Araújo Pereira.

## História
O programa estreou em outubro de 2008, na TSF Rádio Notícias, com a designação Governo Sombra. Em 2012 foi transmitido pela primeira vez na televisão, no canal TVI24. No dia 3 de janeiro de 2020, aquando da mediática transferência de Ricardo Araújo Pereira da TVI para a SIC, o programa de debate transitou para a SIC Notícias. Em 2017, venceu o Prémio Autores, da Sociedade Portuguesa de Autores, na categoria "Melhor Programa de Rádio".
Em setembro de 2021, o programa deixou de ser emitido pela TSF por motivo de conflito entre a emissora e Carlos Vaz Marques. Devido ao facto de o registo da marca Governo Sombra pertencer à Global Media, detentora da TSF, o programa teve de mudar de designação, passando a chamar-se Programa Cujo Nome Estamos Legalmente Impedidos de Dizer.